# Prawo spółdzielcze
Ustawa z dnia 16 września 1982 r. – Prawo spółdzielcze – polska ustawa, uchwalona przez Sejm PRL, regulująca kwestie prawne związane z działalnością spółdzielni.

## Przedmiot ustawy
Ustawa określa:
- zasady tworzenia i rejestracji spółdzielni
- prawa i obowiązki członków spółdzielni
- organy spółdzielni
- kompetencje walnego zgromadzenia i zarządu spółdzielni
- zasady nadzoru nad spółdzielnią
- przepisy o zebraniach grup członkowskich
- zasady prowadzenia gospodarki spółdzielni
- zasady lustracji spółdzielni
- zasady łączenia i podziału spółdzielni
- przepisy o upadłości spółdzielni
- przepisy o spółdzielni produkcji rolnej, spółdzielni kółek rolniczych i spółdzielni pracy
- zasady działania związków spółdzielczych i Krajowej Rady Spółdzielczej
- zasady działania krajowego samorządu spółdzielczego.

## Nowelizacje
Ustawę znowelizowano wielokrotnie. Ostatnia zmiana weszła w życie w 2024 roku.